# Gyllenstiernsgatan

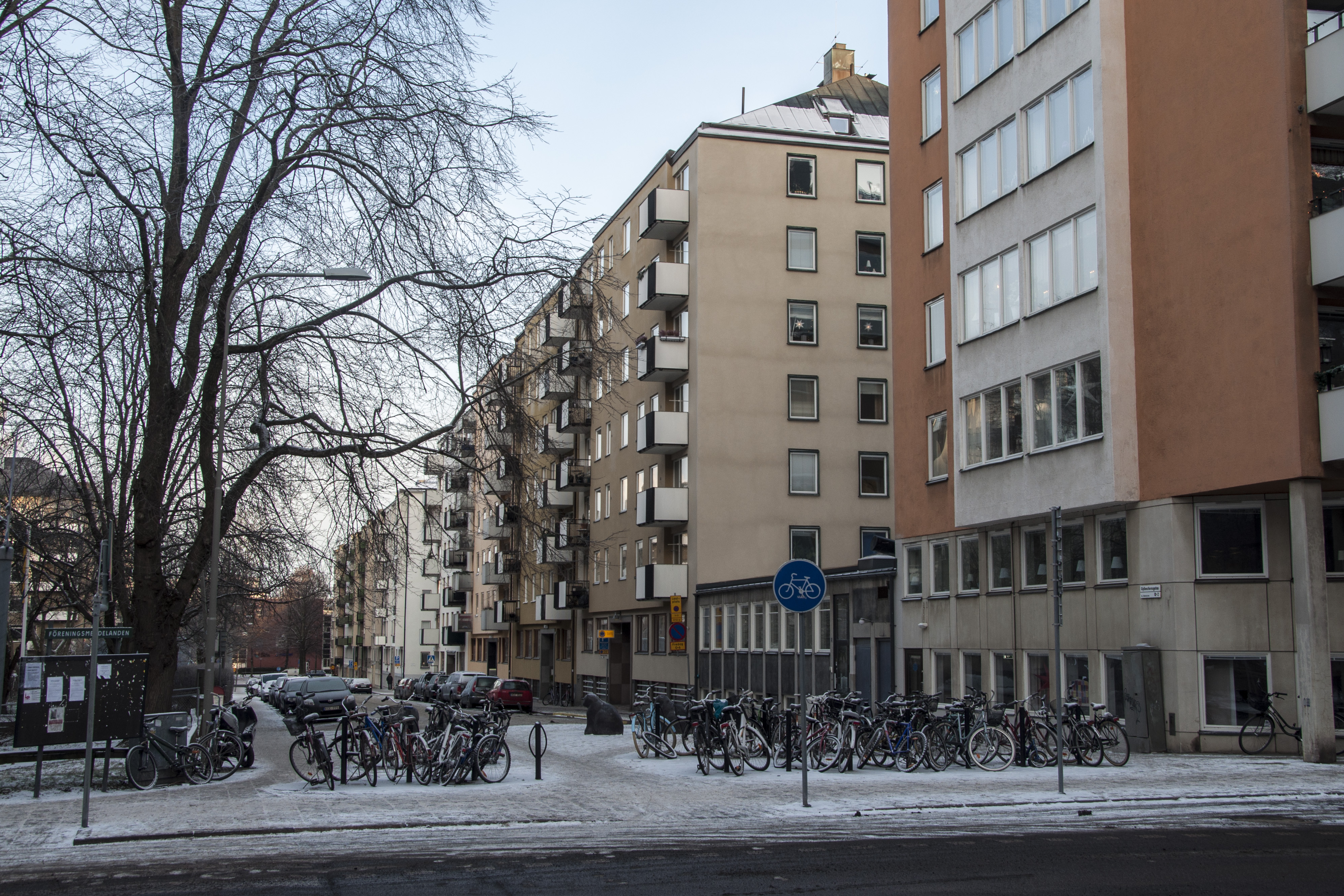
Gyllenstiernsgatan sedd från Karlavägen.

Gyllenstiernsgatan är en 250 meter lång gata i stadsdelen Östermalm i Stockholms innerstad. Gatan är en tvärgata som sträcker sig från Karlavägen i söder och fram till Valhallavägen i norr. Öppningen mot Karlavägen är avstängd för genomfartstrafik. 
Bostadshusen längs med gatan visar på tidstypisk 50-talsarkitektur, däribland fastigheten på Gyllenstiernsgatan 3-7 som ritades av arkitektfirman, Backström & Reinius Arkitekter AB. Enligt Stockholms stadsmuseum är byggnaderna på den västra sidan grönmärkta medan de är gulmärkta på den östra sidan. Vid gatans ände mot Karlavägen ligger Banérportsskolan som bedriver skol- och fritidsverksamhet från förskoleklass till och med årskurs 6.

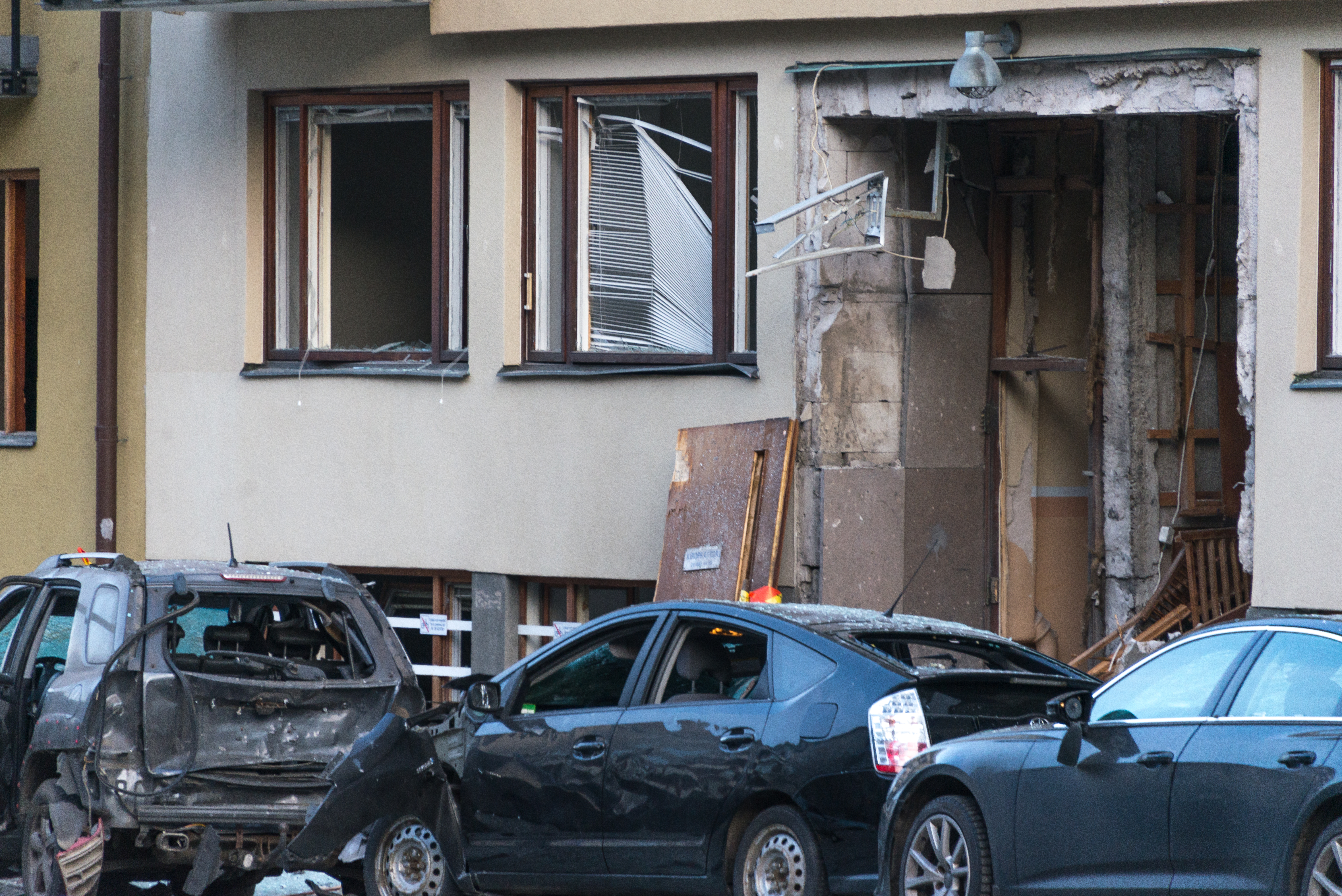
Skadorna efter bombattentatet på Gyllenstiernsgatan 4 den 13 januari år 2020.

En av fastigheterna vid gatan skadades vid en explosion i januari 2020. Fastigheten ägs av Marie Atmer, som även är VD, ägare eller styrelseledamot i ett antal fastighetsbolag.

## Gatans namn
Gyllenstiernsgatan fick sitt nuvarande namn 1931 och uppkallades efter statsmannen Johan Göransson Gyllenstierna under kategorin "fosterländska och historiska namn".